# Milice populaire yougoslave
De 1945 à 1991, la milice populaire yougoslave constitua à la fois la police nationale et les gardes-frontières de la République fédérative socialiste de Yougoslavie. 